# Катюша (телеканал)
«Катюша» — российский телеканал, вещающий в Китае на русском языке с китайскими субтитрами. Совместный проект Первого канала и Центрального телевидения Китая. Начал вещание — 1 ноября 2017 года. Основной контент телеканала — российские и советские культурные, познавательные и просветительские программы и фильмы. Целевая аудитория телеканала — китайские зрители, поэтому канал вещает с китайскими субтитрами.

## История
Существенную часть эфира «Катюши» составляют циклы документальных фильмов: линейки программ об истории и культуре, о российских ученых и исследователях, об уникальной природе и живописных уголках России. Важная роль отведена рассказам о выдающихся людях, имена которых тесно связаны с Россией: о Гагарине и Ростроповиче, Станиславском и Плисецкой, Тихонове и Родниной.

## Критика
Также в эфире телеканала представлены современные развлекательные и музыкальные программы, такие как «Ледниковый период», «Лучше всех», «Смак», «Умницы и умники», «Модный приговор», «Что? Где? Когда?», концерты популярных российских исполнителей.
«Поколение наших родителей знает русскую культуру, это и Пушкин, и Тургенев, и картины Репина, например, «Бурлаки на Волге». Многие китайцы с детства это впитали. И это нужно передавать из поколения в поколение»
отметила заместитель главного редактора газеты «Жэньминь жибао» Лу Синьнин.
9 мая 2018 года телеканал «Катюша» в прямом эфире транслировал Парад Победы на Красной площади в ознаменование 73-й годовщины Победы в Великой Отечественной войне 1941-1945 годов.